# El Cuadrado
El Cuadrado es una localidad argentina ubicada en el departamento Juan F. Ibarra de la provincia de Santiago del Estero. Se encuentra en el extremo este del departamento, a 5 km del límite con la provincia de Santa Fe.
Es una zona de producción algodonera. También es importante la ganadería. Existe un proyecto para un canal a cielo abierto que transporte agua del río Salado pasando por esta localidad.

## Población
Cuenta con 143 habitantes (Indec, 2010), lo que representa un incremento del 55,4% frente a los 92 habitantes (Indec, 2001) del censo anterior.
| Gráfica de evolución demográfica de El Cuadrado entre 1991 y 2010 |
|                                                                   |
| Fuente: Censos nacionales del INDEC                               |